# Gweek (rivière)
La rivière Gweek est un cours d'eau d'Alaska, aux États-Unis situé dans la région de recensement de Bethel. C'est un affluent du fleuve Kuskokwim.

## Description
Longue de 70 milles (113 km), c'est une anabranche du fleuve Kuskokwim, dans lequel elle se jette à 7 milles (11 km) au nord-est de Bethel dans le delta du Yukon-Kuskokwim.
Son nom local, donné par les Eskimos, référencé en 1898 était Kwek River.